# Flaviano Vicentini
Flaviano Vicentini (Grezzana, 21 giugno 1942 – Verona, 31 dicembre 2002) è stato un ciclista su strada italiano.
Professionista dal 1963 al 1971, vinse il Giro del Lazio nel 1969, prese parte cinque volte al Giro d'Italia e due volte al Tour de France concludendoli tutti. Da dilettante vinse i Campionati del mondo di Renaix.

## Carriera
Pur non avendo ottenuto numerose vittorie in carriera, Vicentini colse numerosi piazzamenti e podi soprattutto nelle corse in linea e nelle brevi prove a tappe del panorama nazionale italiano, fra cui il terzo posto nella Tre Valli Varesine e i settimi nel Trofeo Matteotti e nella Coppa Bernocchi nel 1964, il quarto posto nella Coppa Placci e il sesto nella Milano-Torino nel 1965, il secondo posto nel Giro del Veneto e nel Trofeo Laigueglia, e il terzo nel Giro di Sardegna nel 1966, il terzo posto nel Giro del Veneto nel 1967 e il secondo posto nel Giro di Campania nel 1969.
Anche in Francia e Belgio riuscì a collezionare diversi podi, nel 1966 vinse il Gran Prix de Cannes e nel 1967 fu quinto nella Nizza-Genova e sesto nella Freccia del Brabante, quarto nel Grand Prix Monaco nel 1968, mentre in Spagna vinse una tappa alla Volta Ciclista a Catalunya.
Nelle classiche monumento ottenne due risultati significativi: il sesto posto nella Liegi-Bastogne-Liegi nel 1967 ed il decimo posto nella Milano-Sanremo nel 1965.

## Palmarès
- 1963 (dilettanti)

Campionati del mondo, Prova in linea Dilettanti
Trofeo Piva
- 1966 (Legnano, una vittoria)

Grand Prix de Cannes
- 1969 (Filotex, due vittorie)

Giro del Lazio
5ª tappa Volta Ciclista a Catalunya (Amposta > Ermita de Mig Camí)

## Piazzamenti

### Grandi Giri
- Giro d'Italia

1965: 32º
1966: 21º
1967: 27º
1968: 31º
1969: 24º
- Tour de France

1967: 32º
1968: 19º

### Classiche monumento
- Milano-Sanremo

1964: 45º
1965: 10º
1966: 45º
1967: 72º
1969: 80º
- Parigi-Roubaix

1965: 58º
- Giro delle Fiandre

1967: 22º
1969: 31º
- Liegi-Bastogne-Liegi

1967: 6º
1969: 12º
- Giro di Lombardia

1964: 47º
1965: 19º

### Competizioni mondiali
- Campionati del mondo

Renaix 1963 - In linea Dilettanti: vincitore
Nürburgring 1967 - In linea: 13º